# Ptychohyla macrotympanum
Ptychohyla macrotympanum és una espècie de granota que es troba a Guatemala i, possiblement també, a Mèxic.
Està amenaçada d'extinció per la pèrdua del seu hàbitat natural.